# 카르타고 공의회
카르타고 공의회(Concilium Carthaginense)는 기독교 역사상 카르타고 지역에서 열린 일련의 지역 공의회를 의미한다. 이 곳에서 열린 회의는 시노드급의 지역 공의회 임에도 불구하고, 역사적으로 상당히 주목할만한 결정 몇 개가 이뤄졌는데, 특히 4세기 말부터 5세기 초에 걸쳐 열린 신약 및 구약 성경이 확정되어 선포된 회의는 기독교 역사에서 매우 중요한 의의를 가진다.
- 251년 시노드 — 키프리아누스의 주도 하에 노바티아누스파를 단죄하기 위해 개최되었다. 255년과 256년에는 이단들의 세례 효력(이단자 세례 논쟁)의 인정 여부를 놓고 키프리아누스의 주도로 열렸다.

- 348년 시노드 — 도나투스파의 단죄를 위해 열었다. 자살에 대한 단죄도 본격적으로 논의되었다.

- 397년 시노드 — 에서는 히포 시노드에서 결의된 성경 목록을 재결의하였다.[1]

- 418년 공의회 — 펠라기우스의 주장이 단죄되었다.

- 419년 공의회 — 성경 목록 재선언[2]

## 성경 목록 결정
아래 제시된 자료는 419년의 교회법 조문이다.

CANON XXIV.
교회법 24조

Item placuit ut praeter Scripturas canonicas nihil in ecclesia legatur sub nomine divinarum Scripturarum.
정식으로 정해진 문서 이외의 것들은 성경이라는 이름으로 교회 안에서 읽어지면 안 된다.
sunt autem Canonicae Scripturae hae:
또한 그러한 문서란 이러하다:
Genesis, Exodus, Leviticus, Numeri, Deuteronomium,
창세기, 탈출기, 레위기, 민수기, 신명기,
Jesus Naue, Judicum, Ruth,
눈의 아들 여호수아(여호수아기), 판관기, 룻기,
Regnorum libri quator,
열왕기 4권
[사무엘기 2권(사무엘기 상권, 사무엘기 하권), 열왕기 2권(열왕기 상권, 열왕기 하권)],
Paralipomenon libri duo,
역대기 2권(역대기 상권, 역대기 하권),
Psalterium Davidicum,
다윗의 시편,
Salomonis libri quinque,
솔로몬의 다섯 책들
[잠언, 코헬렛, 아가, 지혜서, 집회서],
libri duodecim prophetarum,
열두 소예언서
[호세아서, 요엘서, 아모스서, 오바드야서, 요나서, 미카서, 나훔서, 하바쿡서, 스바니야서, 하까이서, 즈카르야서, 말라키서],
Job, Jesaias, Jeremias,
욥기, 이사야서, 예레미야서 [애가, 바룩서 포함],
Ezechiel, Tobias, Judith,
에제키엘서, 토빗기 ,유딧기,
Esdrae libri duo,
에즈라기 2권 [에즈라기, 느헤미야기],
Daniel, Esther, Machabaeorum libri duo.
다니엘서, 에스테르기, 마카베오기 2권(마카베오기 상권, 마카베오기 하권),

Novi autem Testamenti;
신약 성경으로서;
Evangeliorum libri quator,
복음서 4권
[마태오 복음서, 마르코 복음서, 루카 복음서, 요한 복음서],
Actuum Apostolorum liber unus,
사도행전,
Epistolae Pauli Apostoli xiv.,
바오로 서간 14권
[로마서, 코린토1서, 코린토2서, 갈리티아서, 에페소서, 필리피보서, 콜로새서, 테살로니카1서, 테살로니카2서, 티모테오1서, 티모테오2서, 티토서, 필레몬서, 히브리서].,
Petri apostoli duae,
베드로 서간 2권(베드로1서, 베드로2서),
Johannes tres,
요한 서간 3권(요한1서, 요한2서, 요한3서),
Jacobi i.,
야고보 서간 1권(야고보서).,
Judae i.,
유다 서간 1권(유다서).,
Apocalipsis Johannis liber unus.
요한 묵시록.

Hoc etiam fratri et consacerdoti nostro Bonifatio, vel aliis earum partium Episcopis, pro confirm‍‍‍ando isto canone innotescat, quia a patribus ista accepimus in ecclesia legenda. Liceat autem legi passiones martyrum cum anniversarii eorum dies celebrantur.
이는 우리들의 형제, 동료 주교 보니파시오와 다른 지역의 주교들로 하여금 그들이 이 책들이 우리의 선조들로부터 물려받은 것임을 알기를 바란다. 또한 순교자들의 수난 이야기는 그들의 기념일에 봉독될 수 있다.

때문이다.
1. ↑  History of the Councils of the Church, Karl Joseph von Hefele
2. ↑  A General Survey of the History of the Canon of the New Testament, B.F. Westcott
3. ↑  Dionysius Exiguus, Statuta Concilii Africani

## 같이 보기
- 히포 시노드
- 필립 샤프